# 少林寺健康クラブ
少林寺健康クラブ（しょうりんじけんこうクラブ）は、アミー・パークに所属していたお笑いコンビ。

## 略歴
2001年7月1日結成、2012年解散。
アミューズ所属、フリーを経て、アミー・パークに移籍した。
太田プロセミナー14期生出身（同期には、サワー沢口、Yes-man、かげべんけい、てっぷんなど）。
キングオブコント2009では2回戦進出。
コンビ名の由来は、牧之瀬が通っていた小学校に「少林寺健康クラブ」というクラブ活動が実在し、所属していたため、愛着感から名付けた。

## メンバー
- 福田長官（ふくだちょうかん、1976年9月29日 - ）
  - ボケ担当。神奈川県秦野市出身。
  - かつての芸名は「元二代目福田官房長官」。
  - 大学の後輩とコンビ名「波HEY」で活動していた。 解散後、元かげべんけいの胃の丸と「どさんこ」を結成。
  - 野球で野村克也、ケニー野村に師事し、アメリカへ留学したこともある。元阪神タイガース選手の高山智行とルームシェアをしていたこともある。
  - 大学時代にはボウリング部にも所属。全日本大学選手権団体23位の実績を持つ。
  - イギリスへ語学留学したこともある。
  - 火曜サスペンス劇場（日本テレビ）『救命病棟』シリーズに、病人役で出演したことがある。
  - 『男はつらいよ 寅次郎紅の花』（1995年）では、凧を上げる役で出演した。
  - 『タモリのボキャブラ天国』（フジテレビ）の『ピンクのボキャ天』コーナーで、ダンスでVTR出演したことがある。

- 牧之瀬ピヨシ（まきのせ ぴよし、本名：牧之瀬 潔（まきのせ きよし）、1977年8月30日 - ） 
  - ツッコミ、ボケ共に担当。鹿児島県鹿児島市出身。
  - 鹿児島県立鹿児島工業高等学校卒業。高校時代は空手部所属で、黒帯を持つ。
  - 身長154cm
  - かつては自動車整備士をしていた。
  - 父親はタクシー運転手。
  - 『松村邦洋のオールナイトニッポン』（ニッポン放送）で何通かはがきを読まれたことがある。

## 芸風
コント中心。中にはお互い「そんなわけねぇだろ!!」とだけつっこみ合い続けるネタが存在する。
漫才では、競馬ネタを得意としている。

## 出演

### テレビ
- BSブランチ（BS-i）
- 芸人水戸黄門（スカパー!371CH）- レギュラー出演
- ミッドナイトフィーバー（千葉テレビ放送）

### ライブ
- ラ・ママ新人コント大会
- アミューズ テケテケ70分
- 石井光三オフィスライブ
- プロマージュ事務所ライブ
- なりあがりSUPERグランドチャンピオン大会
- アミー・パークライブ

### ラジオ
- 文化放送「のーぎゃらくん」
- TBSラジオ「ストリーム」
- すまいるFM76.7「あいこみゅすまいる」

### インターネット・携帯
- Yahoo!動画劇場
- モバイルGyaO「笑いの王宮」
- 少林寺健康クラブXサジタリの天才的バラエティー「バカぴょん」
- ブレストTVauのお笑い総合サイト「190円お笑いTV」
- GyaO「オーディションGOGO!」
- Ustreamjiqoo.TVodaibaTV!akasaka.tv「たべ★らぼ」

## 雑誌
- 月刊 武州路
- ザ・ベスト
- SPA!